# Михаил IV Пафлагонский
Михаи́л IV Пафлаго́н (1010, Пафлагония, Византийская империя — 10 декабря 1041, Константинополь, Византийская империя) — византийский император с 1034 года.

## Молодость
Михаил родился в Пафлагонии (откуда и прозвище) в незнатной семье. У него было не меньше четырёх братьев (среди которых наиболее известен придворный евнух Иоанн Орфанотроф) и сестра. Согласно источникам Кедрина, в молодости Михаил занимался обменом и подделкой денег. Незнатность он компенсировал красотой и обаянием, омрачавшимися приступами эпилепсии. Недоброжелательный к Михаилу Ластиверци считает, что в будущего императора вселился бес, когда тот обратился к ведьме за помощью в захвате власти. Во всяком случае, когда Иоанн познакомил его с императрицей Зоей, дочерью Константина VIII, та сделала юношу своим фаворитом.
Пафлагонцы и Зоя организовали заговор против императора Романа. В 1033 г. Роман Аргир заболел подозрительной болезнью, вызванной, вероятно, действием медленного яда. В 1034 г. сторонники Михаила задушили Романа Аргира в бане и утопили. Престарелая Зоя в тот же день отдала руку и венец своему любовнику.

## Внутренняя политика
Михаил и Иоанн, ставший его правой рукой, проводили в целом консервативную политику. Тем не менее, чувствуя своё шаткое положение, они провели некоторые репрессии среди константинопольской знати. Так, имущество богатого Константина Далассина было передано ещё одному брату — Константину, он же получил в управление Болгарию. Другой брат, Никита, стал наместником в Сирии. Зять самодержавца, Стефан, из конопатчиков вышел в командующие флотом.
Новая знать предавалась разгулу и ссорилась как со старыми придворными, так и с простым народом, учреждая всё новые налоги и расхищая казну. Это продолжалось и несмотря на стихийные бедствия вроде засухи 1037 г. В результате значительную часть царствования Михаила занимали восстания — начиная с бунта в Антиохии в 1034 и заканчивая Болгарским, которое стало крупнейшим событием его правления.
Знать тоже отвечала пафлагонцам неприязнью. В оппозицию перешли крупнейший полководец Георгий Маниак, будущий патриарх Михаил Керуларий, тесть Константина Дуки Иоанн Макремволит. Чтобы упрочить положение, Михаил по совету Иоанна в 1035 году усыновил своего племянника Михаила, хотя и не любил его. Тем не менее, заговоры и измены раскрывались вплоть до смерти императора, а провинциальные администраторы и мелкие феодалы, видя ослабление центральной власти, принялись за междоусобицы.
Историки отмечают покровительство Михаила церкви и отчисление больших сумм на благотворительность. По сообщению Пселла, император построил в Константинополе приют для нищих и монастырь для бывших проституток. В 1039 году он раздал денежные подарки каждому монаху и священнику в империи, а также всем родителям, которые сделали его крестным отцом своих детей. Большие деньги были уплачены патриарху Алексию для легитимации власти Михаила. На Русь, по некоторым данным, Михаилом был назначен митрополит Феопемпт.

## Внешняя политика
В 1035 году Михаил направил флот к берегам фатимидского Египта. Флот опустошил Нильскую дельту. Это произвело достаточный эффект, и халиф Египта заключил с Византией 30-летний мир. Вскоре были побеждены печенеги. Примерно к тому же времени относятся походы византийцев в Васпуракан. По словам Аристакэса Ластивертци, первый поход окончился поражением из-за низкой дисциплины ромейского войска, однако со второй попытки был захвачен город Беркри и «упразднена власть персов над этим местом».
В 1035 и 1038 годах грузинская армия вторгалась в восточные провинции империи. В 1039 году грузинский генерал Липарит пригласил  византийцев в Грузию, чтобы свергнуть Баграта IV и заменить его своим сводным братом Деметром, и хотя заговор в конечном итоге провалился, это позволило византийцам вмешиваться в Грузии в войны между Липаритом и Багратом в течение следующих двух десятилетий.
В 1038 началась экспедиция Маниака на Сицилию, где ему удалось отбить у арабов Мессину в 1038 году и Сиракузы в 1040 году. Впрочем, после ареста Маниака большая часть Сицилии была вновь потеряна. Лишь в осажденной Мессине до 1042 года держался гарнизон протоспафария Катакалона Кекавмена.
В Южной Италии в 30-е годы велись боевые действия Капуи против Неаполя и Салерно. Михаил долго поддерживал Пандульфа Капуанского, но после его поражения от Гвемара Салернского перешёл на сторону последнего и в 1038 году бросил Пандульфа в темницу. В 1040 году лангобарды и норманны, покровительствуемые Гвемаром, взяли Мельфу. В период с марта по сентябрь 1041 года новый катепан Михаил Докиан был разгромлен ими три раза, причём в последний раз не только проиграл сражение «варварам», но и сам попал в плен. Восстание удалось подавить лишь при следующем императоре.
В 1040 византийский флот был уничтожен пожаром, что существенно связало Михаилу руки.

## Болгарское восстание
Восстание в славянских провинциях империи стало закономерным следствием провала внутренней политики пафлагонцев. Возглавил его Пётр II Делян, сын царя Гавриила Радомира или просто самозванец. Пётр снискал поддержку и простых болгар, недовольных налоговыми притеснениями и эллинизацией, и представителей знати. Через несколько месяцев в его руках оказалась значительная часть нынешних Сербии, Македонии, Албании и Греции, а также императорская казна. В это время имперские войска были разбиты при Фивах.
Михаил в то время находился в Солуни и был серьёзно болен. Хотя по некоторым поздним источникам он исцелился во время пребывания на Афоне, Михаил Пселл говорит о его тяжёлом состоянии. Несмотря на болезнь, по прибытии в Константинополь Михаил собрал войско и, воспользовавшись междоусобицами в руководстве болгар, разбил ослеплённого племянником Гавриила Радомира Алусианом Петра. Восстание было подавлено.
По возвращении Михаил принял постриг и вскоре умер. Похоронен в благоустроенном им монастыре Космы и Дамиана в Константинополе.